# Michael Cochrane (Schauspieler)
Michael Cochrane (* 19. Mai 1947 in Brighton, England) ist ein englischer Schauspieler, der sich auf die Darstellung von Figuren aus der Oberschicht spezialisiert hat.

## Leben
Cochrane wurde am 19. Mai 1947 in Brighton, East Sussex, geboren. Er besuchte die Schule in Cranleigh, Sussex.
Seine Karriere als Schauspieler begann 1967 am Alhambra Theatre in Bradford in Ein idealer Gatte von Oscar Wilde. Nach einigen Jahren mit vielen Auftritten an britischen Theatern kam er Anfang der 1970er Jahre zur Radio Drama Company bei der BBC.
Cochrane hat seit den 1970er Jahren in fast jeder großen britischen Fernsehserie mitgewirkt, die längerfristig erfolgreich ausgestrahlt wurde.

## Familie
Cochrane ist mit der Schauspielerin Belinda Carroll verheiratet.

## Filmografie
- 1974: The Pallisers
- 1976–1978: Wings
- 1980: Love in a Cold Climate
- 1981: The Life and Times of David Lloyd George
- 1981: Flucht oder Sieg (Escape to Victory)
- 1982–1989: Doctor Who (5 Folgen)
- 1982: Schatten der Vergangenheit (The Return of the Soldier)
- 1983: Ascendancy
- 1983: Detektei Blunt (Agatha Christie’s Partners in Crime, Fernsehserie, 1 Folge)
- 1984: Seelenlos – Ein Mann spielt Gott (Frankenstein, Fernsehfilm)
- 1984: Real Life
- 1987: Fortunes of War
- 1989–2010: The Bill (Fernsehserie, 3 Folgen)
- 1990: Howard’s Way
- 1990: Number One Gun
- 1992: A Dangerous Man: Lawrence After Arabia
- 1993–2008: Die Scharfschützen (Sharpe, Fernsehserie, 5 Folgen)
- 1993: Mehr Schein als Sein (Keeping Up Appearances)
- 1994: EastEnders (Fernsehserie, 2 Folgen)
- 1997: The Saint – Der Mann ohne Namen (The Saint)
- 1997: Wycliffe (Fernsehserie, 1 Folge)
- 1998: Coronation Street (Fernsehserie, 1 Folge)
- 1998: Incognito
- 1999: Rosamunde Pilcher: Das große Erbe (Nancherrow)
- 2000: Offending Angels
- 2002: A Touch of Frost
- 2003: Spooks – Im Visier des MI5 (Spooks, Fernsehserie, 1 Folge)
- 2004: The Third Identity – Im Bann der Macht (A Different Loyalty)
- 2005–2019: Doctors (Fernsehserie, 11 Folgen)
- 2006: Hautnah – Die Methode Hill (Wire in the Blood, Fernsehserie, 1 Folge)
- 2010: Law & Order: UK (Fernsehserie, 1 Folge)
- 2011: New Tricks – Die Krimispezialisten (New Tricks, Fernsehserie, 1 Folge)
- 2011–2012, 2015: Downton Abbey (Fernsehserie, 8 Folgen)
- 2011: Die Eiserne Lady (The Iron Lady)
- 2012: Run for Your Wife
- 2012: Titanic: Blood and Steel
- 2013: Der Anwalt des Teufels (The Escape Artist, Fernsehdreiteiler)
- 2014: Die Musketiere (The Musketeers)
- 2016: The Crown (Fernsehserie, 1 Folge)
- 2022: Living – Einmal wirklich leben (Living)

## Andere Auftritte
- seit 2000: The Archers, BBC Radio 4
- 2002–2003: King Street Junior Revisited, BBC Radio 4
- 2021: Bravely Default II, Sprecher, Videospiel[5]

## Synchronsprecher
Deutscher Synchronsprecher von Cochrane ist Christian Rode.

## Rezeption
„Der vielseitige und ausgeglichene, unauffällige und elegante Schauspieler stellt stets Geschäftsmänner der Oberschicht oder Mitglieder des britischen Adels dar. In Schurkenrollen hat er eine bedrohliche Präsenz auf der Leinwand.“ (IMDb)